# Florian Niederlechner
Florian Niederlechner (* 24. Oktober 1990 in Ebersberg) ist ein deutscher Fußballspieler. Seit 2025 ist er beim TSV 1860 München unter Vertrag.

## Karriere
Florian Niederlechner stammt aus Hohenlinden im Landkreis Ebersberg. Er hatte beim SV Hohenlinden mit dem Fußballspielen begonnen, bevor er ab der U-13 seine Jugendausbildung beim TSV 1860 München erhielt. Dann kehrte er zurück und spielte in der B- und A-Jugend des TSV Ebersberg.
Im Alter von 17 Jahren wechselte er in die Landesliga-Mannschaft des benachbarten FC Falke Markt Schwaben und wurde dort als Stürmer eingesetzt. Eine Klasse höher, in der Bayernliga, spielte er in der Saison 2010/11. Mit seinem neuen Verein, dem FC Ismaning, wurde Niederlechner am Ende der Spielzeit Meister, wozu er mit seinen 19 Saisontoren beitrug.
Danach nahm der gelernte Industriekaufmann ein Angebot des Drittligisten SpVgg Unterhaching an. Von Beginn an war er Stammspieler und kam in der Hinrunde auf 17 Ligaspiele, in denen er fünf Tore erzielte. Dazu bestritt der Angreifer zwei Partien im DFB-Pokal gegen den SC Freiburg und den VfL Bochum. Am Sieg in der ersten Runde gegen den Bundesligisten aus Freiburg war Niederlechner beteiligt, als er vor dem Elfmeter gefoult wurde, der die SpVgg in Führung brachte.
Anfang Januar 2013 wechselte Niederlechner zum Ligakonkurrenten 1. FC Heidenheim. Er unterzeichnete einen bis Ende Juni 2015 gültigen Vertrag. Mit dem FCH wurde er in der Saison 2013/14 Meister der 3. Liga und stieg in die 2. Bundesliga auf. Zur Saison 2015/16 verpflichtete ihn der Bundesligist 1. FSV Mainz 05. Er erhielt einen Vierjahresvertrag.
Ende Januar 2016 wurde er für 18 Monate an den Zweitligisten SC Freiburg verliehen. Nachdem er mit dem SC Freiburg in die Bundesliga aufgestiegen war – Niederlechner hatte mit acht Toren in der Rückrunde dazu beigetragen – erzielte er am 15. Oktober 2016, dem 7. Spieltag der Saison 2016/17, bei der 1:2-Auswärtsniederlage gegen die TSG 1899 Hoffenheim seinen ersten Bundesligatreffer. Bei der 2:4-Auswärtsniederlage gegen den 1. FSV Mainz 05 am 19. November 2016 sah Niederlechner nach acht Sekunden Spielzeit die gelbe Karte, was die früheste gelbe Karte seit Beginn der Datenerfassung in der Bundesliga war. Anfang Mai 2017 wurde er vom SC Freiburg fest verpflichtet.
Ab der Saison 2019/20 spielte der Stürmer für den FC Augsburg. Sein Vertrag lief bis Juni 2023.
Anfang Januar 2023 unterschrieb Niederlechner bei Hertha BSC beginnend mit der neuen Saison einen Vertrag bis zum 30. Juni 2025. Rund zwei Wochen später einigte man sich auf einen sofortigen Transfer.
Zur Saison Saison 2025/26 kehrte er zurück zu seinem Jugendverein, dem TSV 1860 München, in die 3. Liga.

## Erfolge
- Meister der Bayernliga 2011 mit dem FC Ismaning
- Meister der 3. Liga 2014 mit dem 1. FC Heidenheim
- Meister der 2. Liga 2016 mit dem SC Freiburg
- WFV-Pokal-Sieger: 2013